# تاریخ لبنان

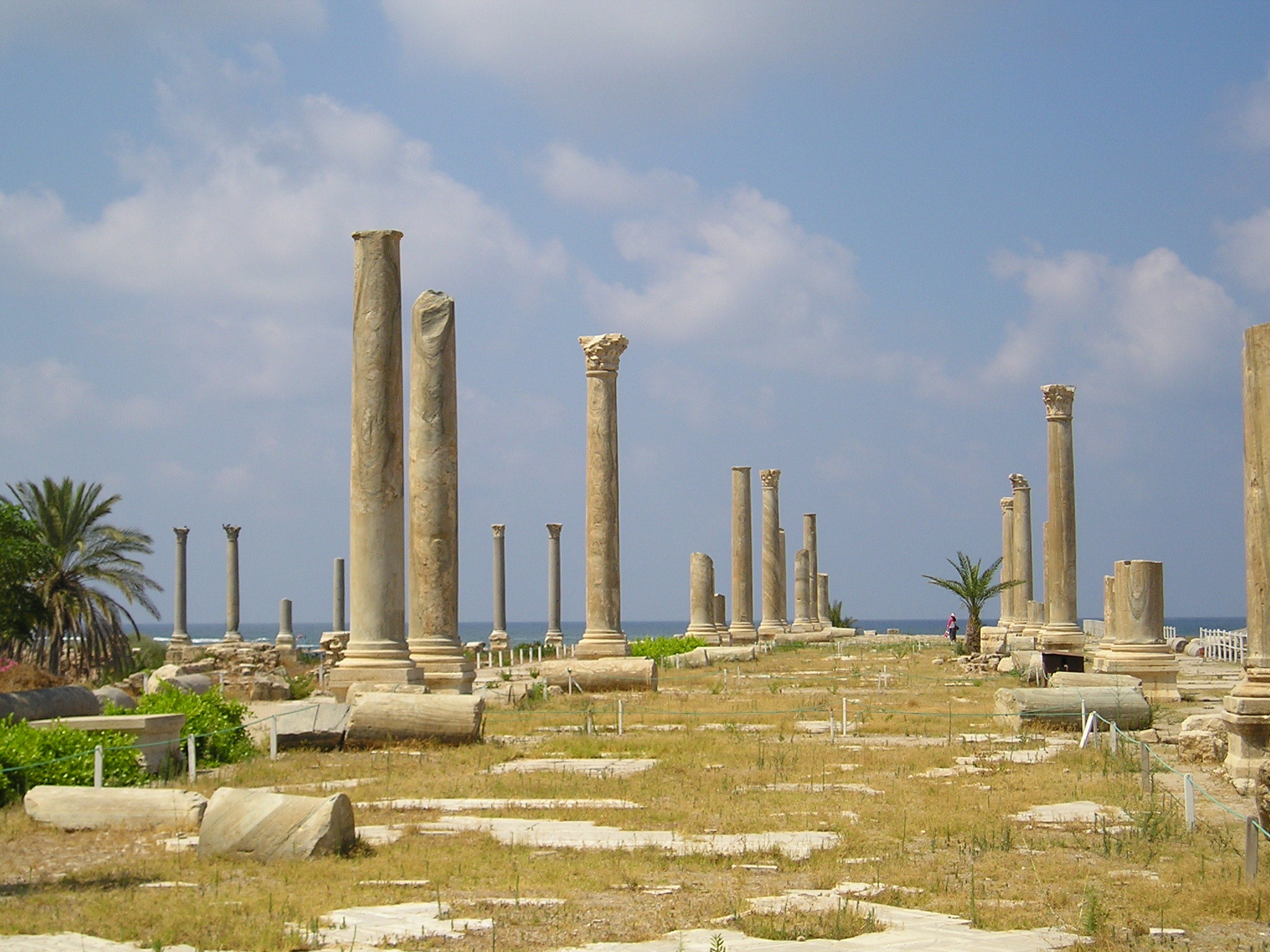
ستونهای یونانی در شهر تیر

لبنان زادگاه فنیقی‌ها بوده که مردمانی دریانورد بودند. فنیقی‌ها به صورت چند دولت_شهر مجزا از هم بودند و شهرهای صور، صیدا، بعلبک از مهم‌ترین شهرهای آنان بود. کارتاژ که رم را تهدید می‌کرد یک قبیله فنیقی‌ بوده‌است.فنیقی‌ها سال‌ها تحت تسلط آشوری‌ها و پس از سقوط آشور در سال ۶۱۲ پ. م به دست کلدانی‌ها و ایرانی‌ها، تحت سلطه امپراتوری بابل نو قرار گرفتند و در پی سقوط بابل به دست کوروش بزرگ به شاهنشاهی هخامنشی پیوستند و ستون فقرات نیروی دریایی هخامنشیان را تشکیل دادند. پس از حمله اسکندر مقدونی به قلمروی هخامنشی، شهرهای فنیقی هم از این حملات در امان نماندند و در شهر صور مقاومت سختی در مقابل او نشان دادند. اسکندر صور را سوزاند و استقلال آن‌ها را سلب کرد. این کشور جزیی از امپراتوری‌های بعدی به مانند سلوکی، روم، بیزانس، عرب، صلیبی‌ها و عثمانی گردید.

## دوران عثمانی
لبنان برای ۴۰۰ سال جزئی از امپراتوری عثمانی بود و بدنبال جنگ جهانی اول جزئی از قیمومت فرانسه بر سوریه و لبنان شد. در یکم سپتامبر سال ۱۹۲۰ م، فرانسه کشور لبنان را به عنوان یکی از سرزمین‌های محصور سوریه تشکیل داد. لبنان سرزمینی عمدتاً مسیحی‌نشین بود (اغلب مارونی بودند) ولی دارای جمعیت‌های مسلمان و دروزی هم بود.دروزی‌های لبنان عمدتاً در مناطق روستایی جنوب شرقی این کشور در مناطق شوف، المطن، حسبیه و راشایا ساکن بوده‌اند، در یکم سپتامبر ۱۹۲۶ م، فرانسه جمهوری لبنان را تشکیل داد و به آن هویتی مستقل از سوریه اعطاء کرد ولی هنوز تحت قیمومیت فرانسه بود.
سوریه و لبنان هر دو در سال ۱۹۴۳ به دنبال اشغال فرانسه توسط آلمان نازی اعلام استقلال کردند. ژنرال هنری دنتز کمیسرعالی ویشی برای استقلال هر دو کشور نقش عمده‌ای را ایفاء کرد. مقامات ویشی در سال ۱۹۴۱ به آلمان اجازه دادند تا هواپیماها و تدارکات خود را از طریق سوریه به عراق برساند تا از آن‌ها علیه نیروهای انگلیسی استفاده کند. بریتانیا از ترس اینکه آلمانی‌ها کنترل کامل سوریه و لبنان را با فشار بر دولت ضعیف ویشی به دست گیرند ارتش خود را به سوریه و لبنان فرستاد.
بعد از پایان جنگ در لبنان ژنرال شارل دوگل به عنوان رهبر فرانسه آزاد دو بار به لبنان سفر کرد. و تصمیم گرفت علیرغم فشارهای سیاسی از داخل و خارج لبنان، این کشور را مستقل اعلام کند. در ۲۶ سپتامبر ۱۹۴۱ ژنرال جرج کترولکس اعلام کرد که لبنان تحت نظر دولت فرانسه آزاد مستقل است. انتخابات در سال ۱۹۴۳ برگزار شدند و بچاره الخوری اولین رئیس جمهور لبنان پس از استقلال در 21 سپتامبر 1943 شد.خوری یک ناسیونالیست قوی بود که با قیمومیت فرانسه مخالف بود و می خواست لبنان را از شر نفوذ بی وقفه آن خلاص کند.و در ۸ نوامبر ۱۹۴۳ دولت لبنان یک طرفه قیمومیت را باطل اعلام کرد.فرانسه با زندان فرستادن دولت جدید واکنش نشان داد ولی با فشارهای بین‌المللی مقامات دولتی را در ۲۲ نوامبر ۱۹۴۳ آزاد و استقلال لبنان را قبول کرد.
متفقین منطقه را تا پایان جنگ جهانی دوم تحت کنترل داشتندنیروهای فرانسوی و بریتانیایی خروج خود از سوریه را در 15 آوریل ۱۹۴۶  به پایان رساندند. میثاق ملی غیر مکتوب ۱۹۴۳ تصریح کرد که رئیس‌جمهور مسیحی و نخست‌وزیر مسلمان باشد. تاریخ لبنان از زمان استقلال شاهد ثبات سیاسی و همچنین آشوب و هرج و مرج ( بمانند بحران نظامی در سال ۱۹۵۸ ، بحرانی که ناشی از تنش‌های سیاسی و مذهبی در این کشور بود و شامل مداخله نظامی آمریکا نیز می‌شد حدود سه ماه ادامه داشت تا اینکه رئیس جمهور کامیل شامون که درخواست کمک کرده بود دوره ریاست جمهوری خود را به پایان رساند. . نیروهای دولت آمریکا و لبنان بندر بیروت و فرودگاه بین المللی بیروت را اشغال کردند. با پایان یافتن بحران، ایالات متحده عقب نشینی کرد.) و شکوفائی به دلیل موقعیت بیروت به عنوان مرکز تجارت و سرمایه‌گذاری بوده‌است.
اما لبنان چندان مزه رفاه را نچشید چون وضعیت منطقه به هم ریخت. تاریخ سیاه لبنان با شروع جنگ اعراب و اسرائیل در سال ۱۹۴۸ شروع شد. جنگی که حداقل 750 هزار فلسطینی را از خانه ها و سرزمین های خود بیرون راندند و 78 درصد فلسطین تاریخی را به تصرف خود درآوردند.جنگی که در آن لبنان از حمایت لجستیکی ارتش آزادی بخش اعراب برخوردار شد و سعی کرد تا علیه این کشور یهودی تازه تشکیل شده حمله کند. بلافاصله بعد از شکست ارتش آزادی بخش اعراب در نبرد ساسا لبنان آتش‌بس با اسرائیل را پذیرفت. مرز اسرائیل- لبنان بسته شد و تا زمان جنگ شش روزه ۱۹۶۷ در آرامش باقی‌ماند.
مرحله بعدی تاریخ آلوده به جنگ لبنان با جنگ داخلی لبنان در سال ۱۹۷۵ شروع و ۱۵ سال ،  از 1975 تا 1990 طول کشید و تخمین زده می شود که منجر به کشته شدن 200000 نفر شد و اقتصاد این کشور را به کلی تخریب کرد.
جنگ داخلی لبنان منجر به ایجاد سازمان شیعی به نام حزب الله شد این جنبش از ادغام چندین گروه و انجمنی که با اشغال لبنان در سال 1982 توسط اسرائیل مخالفت و با آن مبارزه کردند، آغاز شد. حزب الله به یک سازمان فعال در نظام سیاسی و جامعه لبنان تبدیل شد، تا جایی که در پارلمان و کابینه لبنان نماینده دارد. در طول دهه‌های 1980، 1990 و پس از آن، دلیل وجودی حزب‌الله، ادامه اشغال خاک لبنان توسط اسرائیل بوده است. گستردگی ویرانی و شرایط دشواری که اشغالگری اسرائیل بر مردم لبنان تحمیل کرد، باعث حمایت مردمی قوی از حزب الله شد.
با پایان جنگ در سال ۱۹۹۰ و با امضاء توافقنامه طائف به عنوان توافق آشتی ملی، برای پایان جنگ داخلی و بازگشت به وضعیت عادی سیاسی در لبنان ، از لبنان که زمانی به عنوان سوئیس خاورمیانه شناخته می‌شد جز ویرانی باقی نمانده بود.
طی جنگ داخلی در سال‌های ۱۹۷۸ و ۱۹۸۲ لبنان دو بار از سوی ارتش اسرائیل مورد حمله قرار گرفت و اشغال شد. اسرائیل تا سال ۲۰۰۰ به مدت 18 سال کنترل جنوب لبنان را در دست داشت، ولی با تصمیم اسرائیلی‌ها که نخست‌وزیر اسرائیل ایهود باراک حامی آن بود، نیروهای اسرائیلی به دلیل حملات چریکی از سوی نظامیان حزب‌الله و بر اساس این عقیده که فعالیت‌های حزب‌الله با عدم حضور اسرائیل در لبنان متوقف خواهد شد، از این منطقه عقب‌نشینی کردند. اگر چه سازمان ملل عقب‌نشینی اسرائیل را به عنوان عقب‌نشینی کامل پشت خط آبی طبق قطعنامه ۴۲۵ شورای امنیت (که ۲۲ سال قبل صادر شده بود) اعلام کرد ولی حزب‌الله ادعا کرد که اسرائیل هنوز مناطق کوچکی از لبنان را در اشغال خود دارد و عملیات خود علیه اسرائیل را متوقف نخواهد کرد تا زمانی که تمامی این مناطق و آنچه را که از آن به عنوان «کل فلسطین اشغالی» یاد کردند، آزاد کنند.
بعد از پایان جنگ داخلی و تا به حال علی‌رغم تنش‌های بین حزب‌الله و اسرائیل که هر چند سال یکبار اتفاق می‌افتد، لبنان شاهد دوره‌ای صلح نسبی بوده‌است.

## حوادث اخیر

### انقلاب سرو لبنان
انقلاب سرو یا انتفاضه استقلال، زنجیره ای از تظاهرات در لبنان (به ویژه در بیروت پایتخت) بود.ترور رفیق حریری، نخست وزیر پیشین در فوریه 2005، خیزش مردمی را برانگیخت که به "انقلاب درخت سرو" ملقب شد و می توان آن را پیش درآمدی برای بهار عربی دانست. تظاهرات بزرگ در مرکز بیروت مردم را به دو بلوک سیاسی بزرگ (طرفدار و ضد سوریه) تقسیم کرد که از آن زمان برای قدرت در این کشور می جنگند.
نکته: رسانه‌های خارجی از اصطلاح «انقلاب سرو» استفاده می‌کنند ولی رسانه‌های لبنان از اصطلاح «انتفاضه استقلال» استفاده می‌کنند."

#### ترورها
حادثه‌ای که باعث اعتراضات زیادی شد. در 14 فوریه 2005، رفیق حریری، نخست وزیر سابق لبنان به همراه 21 نفر دیگر در انفجاری در بیروت، لبنان کشته شدند. مواد منفجره ای معادل حدود 1000 کیلوگرم  تی ان تی در حالی که کاروان او در نزدیکی هتل سنت جورج در حال رانندگی بود منفجر شد. بعضی شخصیت‌های خاص که بعداً رهبران مبارزین ۱۴ مارس شدند سوریه را متهم به این حمله کردند چون سوریه حضوری گسترده در زمینه نظامی و اطلاعات در لبنان داشت و همچنین چون بین حریری و دمشق به خاطر اصلاحیه قانون اساسی که دوره ریاست جمهوری امیل لحود طرفدار سوریه را تمدید می‌کرد بحث و نزاعی عمومی در جریان بود، سوریه هر گونه دخالتی را رد می‌کند. بقیه که شامل نیروهای ۸ مارس می‌شوند سیا و موساد را متهم به ترور برای آشفته کردن اوضاع کشور کردند.
گزارش مهلیس از سازمان ملل در مورد ترور حدس می‌زد که این عمل با چنان فراستی انجام شده که تنها با حمایت و منابع یک مؤسسه دولتی امکان‌پذیر بوده‌است. کلاً همه قبول دارند که توطئه‌ای در این زمینه در کار بوده‌است.
بلافاصله بعد از ترور دادستان‌های لبنانی برای دستگیری ۶ استرالیایی که در زمان انفجار به سیدنی پرواز کرده بدنه تضمین‌هایی دادند. مأمورین امنیتی لبنان ادعا کردند که صندلی‌های استرالیایی‌ها در هواپیما نشانه‌هایی از وجود مواد منفجره داشته‌اند. پلیس فدرال استرالیا ۱۰نفر را در سیدنی که با آن پرواز درسیده بدنه بازجویی کرد و ۳ نفر از آنان را بازجویی بدنی کرد و ثابت کرد که این ادعاها بی‌اساس هستند. ظرف ۴۸ ساعت پلیس فدرال استرالیا این افراد را که مورد درخواست مقامات لبنانی بودند از هر گونه جرمی تبرئه کرد.
گزارش مهلیس استرالیایی‌ها را مظنون اصلی ماجرا می‌دانست ولی با بررسی مجدد تحقیقات پلیس استرالیا، گزارش مهلیس تحقیقات آن‌ها و نتایجشان را قطعی اعلام کرد.
"سرگشاده
سرج برامیتز نظر خود را بعداً عوض کرد و در آخرین گزارش خود اعلام کرد که نظر خود را بعداً عوض کرد و در آخرین گزارش خود اعلام کرد که نظریات دیگر می‌توانند مورد بررسی قرار گیرند.
متأسفانه تروری حریری شروعی برای قتل‌های دیگر بود که باعث از دست رفتن بسیاری از اشخاص برجسته لبنان شد. در ۲ ژوئن ۲۰۰۵ روزنامه‌نگار نو تاریخ‌دان سمیر قصیر (  Samir Qassir ) یکی از اعضای مؤسس حزب چپگرای دموکرات در یک بمب‌گذار ی ماشین کشته شد. کمتر از یک ماه بعد در ۲۱ ژوئن ۲۰۰۵ جرج حاوی دبیرکل سابق حزب کمونیست لبنان نیز در بیروت در یکی بمب گذاری ماشین کشته شد.
در ۲۵ سپتامبر ۲۰۰۵ می چیدیاک خبرگوی صدا و سیمای لبنان مورد تروری ناموفق قرار گرفت پای چپ خود را از دست داد و به بازوی چپش صدمات جدی وارد شد که منجر به قطع دست چپش شد. بعد از آن وی جایزه جهانی رسانه آزاد گیلر موکانویونسکو را در سال ۲۰۰۶ برد. سردبیر و مدیر عامل روزنامه النهار جبران توئنی در حومه بیروت در ۱۲ دسامبر در یک بمب‌گذاری ماشین به قتل رسید.

#### تظاهرات
در ۲۸ فوریه سال ۲۰۰۵ با تظاهرات ۷۰ هزار نفر در میدان شهداء نخست‌وزیر عمر کرامی و کابینه وی استعفاء دادند. در پاسخ حزب‌الله نیز تظاهرات بزرگی را در ۸ مارس در بیروت تدارک دید و اعلام حمایت از سوریه کرد و اسرائیل و آمریکا را متهم به دخالت در امور داخلی لبنان کرد.
در ۱۴ مارس یکماه بعد از قتل حریری حدود ۵/۱ میلیون نفر در میدان شهداء لبنان تظاهرات کردند.
تظاهرکنندگان خواستار افشای حقیقت در مورد قتل حریری و اعلام استقلال از سوریه بودند و تمایل خود را برای داشتن کشوری متحد، دموکراتیک و خود مختار و فارغ از تسلط سوریه اعلام کردند.
چند هفته بعد از تظاهرات چندین بمب در مناطق مسیحی‌نشین بیروت منفجر شدند. اگر چه خسارات وارده جانی نبود ولی خطر سقوط لبنان به جنگ‌های فرقه‌ای را ثابت کرد.
سرانجام با فشار جوامع بین‌المللی سوریه ۱۵ هزار گروه نظامی قدرتمند خود را از لبنان خارج کرد. آخرین سرباز سوری در ۲۶ آوریل ۲۰۰۵ لبنان را ترک کرد. در ۲۷ آوریل ۲۰۰۵ لبنانیها اولین روز استقلال خود از سوریه را اعلام کردند. نیروهای سازمان ملل به رهبری بریگ کن محمود وی نجو سنگالی برای تأیید عقب نیشینی نظامی مقرر قطعنامه ۱۵۵۹ شورای امنیت به لبنان فرستاده شدند.

#### انتخابات
طی اولین انتخابات پارلمانی که بعد از عقب‌نشینی سوریه از لبنان در می۲۰۰۵ برگزار شد. گروه‌های ائتلافی ضد سوریه‌ای مسلمانان سنی و احزاب دروزی و مسیحی به رهبری سعد حریری پسر نخست‌وزیر مقتول اکثریت کرسی‌های پارلمان را تصاحب کردند. حزب آزاد میهن پرستان با لیست شهید رفیق حریری در این انتخابات متحد نشدند چون اعضای لیست فکر می‌کردند آن‌ها هنوز هویت فرقه‌ای خود را حفظ کرده‌اند. به همین علت این حزب اقلیت کرسی‌ها را به دست آورد.
ترکیبات انتخاباتی به این دلیل جالب بود که ائتلاف ضد سوریه در بعضی مناطق با حزب‌الله و دیگران با حزب آمل متحد شدند. آن‌ها نتوانستند دو سوم کرسی‌های مورد نیاز برای اخراج کردن امیل لحود رئیس‌جمهور انتخابی سوریه را کسب کنند که دلیل آن نمایش غیرمنتظره و قوی حزب آزاد میهن‌پرستی و مونت لبنان بود که متعلق به ژنرال بازنشسته ارتش میشل عوٓن است. ژنرال میشل عون به خاطر مخالفت با سوریه مشهور بود ولی در دهه گذشته با سیاست‌مداران طرفدار سوریه متحد شد یعنی سلیمان فریخیه و میشل مور اتحاد آن‌ها شمال و منطقه متن از مونت لبنان را دربر گرفت. سعد حریری و ولید جمبلات با نیروهای دو حزب طرفدار سوریه، حزب‌الله و عمل، برای کسب قدرت اکثریت در جنوب، بکا، بعبداعلی منطقه مونت لبنان متحد شدند. این اتحاد موقت بود. در ۶ فوریه ۲۰۰۶ حزب‌الله پیمان خلع سلاح را با میشل عون رهبر حزب آزاد میهن پرستان امضاء کرد.
بعد از انتخابات حزب آتی حریری که اکنون قدرت سیاسی غالب محسوب می‌شد فؤاد سینیورا را که قبلاً وزیر دارایی بود را به عنوان نخست‌وزیر معرفی کرد. دولت پیشنهادی او از پارلمان رای اعتماد گرفته‌است.
در ۱۸ ژوئیه سال ۲۰۰۵ لبنان دارای پارلمانی بود که اکثریت آن را مخالفان سوریه تشکیل می‌دادند. این پارلمان پیشنهاد آزادی سمیر گانجا را که ۱۱ سال در زندان انفرادی در یک سلول زیرزمینی و بدون هیچ دسترسی به اخبار سپری کرده بود تأیید کرد. روز بعد امیل لحود رئیس‌جمهور طرفدار سوریه نیز این پیشنهاد را تصویب کرد. ماه‌های بعدی ثابت کرد که دولت نمی‌تواند اصلاحات اقتصادی و سیاسی را که قول داده بود شروع کند.

### درگیری لبنان و اسرائیل در ۲۰۰۶

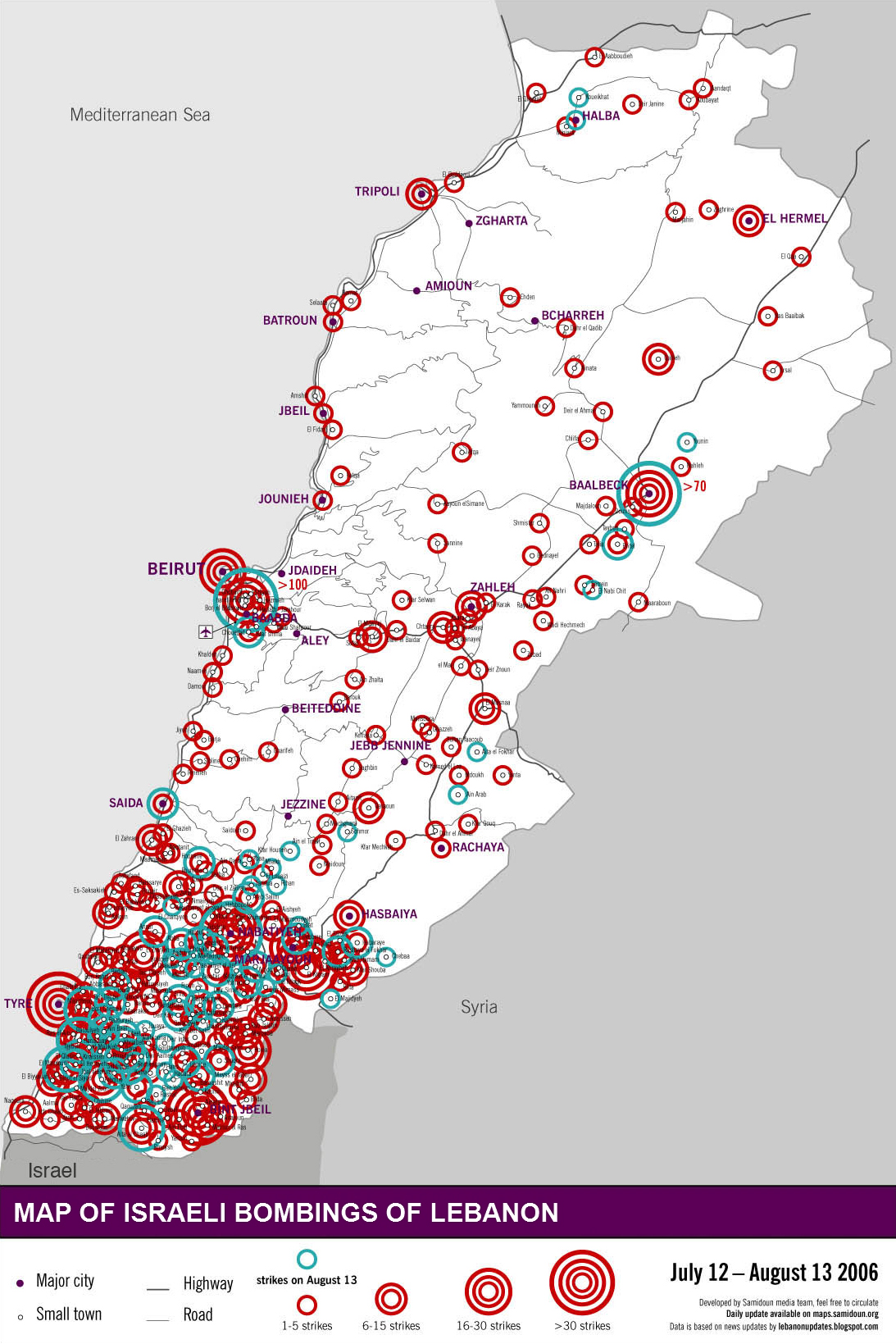
مناطقی از لبنان که در تاریخ ۱۲ ژوئیه تا ۱۳ اوت ۲۰۰۶ مورد حمله هوایی اسرائیل قرار گرفتند.

در ۱۲ ژوئیه ۲۰۰۶ دستگیری ۲ سرباز اسرائیلی در عملیاتی مرزی و کشتار بیش از ۸ سرباز در آن عملیات توسط حزب‌الله باعث شد تا نخست‌وزیر اسرائیل اهود اولمرت آن را «آغاز جنگ» بنامد. آن شب اسرائیل حملات گسترده علیه لبنان را با هدف نهایی حذف حزب‌الله و باز پس‌گیری سربازان مجاز اعلام کرد.از 13 ژوئیه 2006، ارتش اسرائیل از طریق هوا، دریا و زمین به لبنان حمله کرد. این عملیات سریعاً تبدیل به یک «جنگ تمام عیار» شد چون اسرائیل بمباران مناطق بزرگ لبنان را ادامه داد و حزب‌الله نیز هزاران راکت به سمت شمال اسرائیل پرتاب کرد.
دیپلماسی در نهایت منجر به صدور قطعنامه ۱۷۰۱ شورای امنیت شد که خواستار توقف سریع تخاصم و بازگشت بدون شرط دو سر باز گروگان گرفته بود و تهیه سلاح برای حزب‌الله را برای هم ممنوع اعلام کرد. سه روز بعد در ۱۴ اوت ۲۰۰۶ آتش‌بس موقت اجرا شد و هر دو طرف نفس راحتی کشیدند چون اسرائیل دست از بمباران برداشت و حزب‌الله فرستادن موشک به شمال اسرائیل را متوقف کرد. اما اسرائیل محاصره هوایی و دریایی لبنان را ادامه داد تا از رسیدن سلاح به حزب‌الله جلوگیری کند. در ۸ سپتامبر ۲۰۰۶ هر دو نوع محاصره رفع شدند. طی آتش‌بس و بعد از آن چندین مورد نقض آتش‌بس نیز به ثبت رسید.
سطح تخریبی که به لبنان وارد شد از سوی فؤاد سینیورا نخست‌وزیر، «غیرقابل تصور» توصیف شد. بسیاری از زیر ساختهای لبنان تخریب شد که عمدتاً پل‌ها و جاده‌ها بود و هزینه صدمات ۱۵ میلیارد دلار تخمین زده شد. حدود ۱۲۰۰ غیرنظامی لبنانی کشته و حدود ۴۰۰۰ نفر زخمی شدند. بیش از یک میلیون لبنانی بی خانمان شده و مجبور به فرار به سمت مناطق امن تر شدند. ۱۶۰ اسرائیل کشته و ۸۰۰ نفر زخمی شدند. از ۱۶۰ نفر کشته شده ۴۴ نفر غیرنظامی بودند.
در پاسخ به فشارهای بین‌المللی برای خلع سلاح حزب االله حسن نصرالله رهبر این حزب «جشن پیروزی» در ۲۲ سپتامبر ۲۰۰۶ در جنوب لبنان برگزار کرد که صدها هزار نفر در آن شرکت کردند و حمایت خود از مقاومت مداوم را نشان دادند.
 
در این جشن نصرالله اعلام کرد که هیچ‌کس نخواهد توانست حزب‌الله را خلع سلاح کند و قسم خورد که انتقام خصومت‌های اسرائیلی را خواهد گرفت. او همچنین افزود که اگر لبنان قادر به دفاع از خود باشد با کمال میل حزب‌الله را خلع سلاح خواهد کرد.
.